# Do Sang
Do Sang (persiska: دو سنگ) är en ort i Iran.   Den ligger i provinsen Khorasan, i den nordöstra delen av landet, 800 km öster om huvudstaden Teheran. Do Sang ligger 1 296 meter över havet och antalet invånare är 650.
Terrängen runt Do Sang är kuperad söderut, men norrut är den platt. Runt Do Sang är det ganska tätbefolkat, med 124 invånare per kvadratkilometer. Närmaste större samhälle är Kalāteh-ye Marvī, 18,9 km sydväst om Do Sang. Omgivningarna runt Do Sang är i huvudsak ett öppet busklandskap.